# Nikola Ljubičić

Nikola Ljubičić

Nikola Ljubičić (* 4. April 1916 in Karan, Užice, Königreich Serbien; † 13. April 2005 in Belgrad, Serbien) war ein Offizier der Volksbefreiungsarmee, General der Jugoslawischen Volksarmee sowie Politiker des Bundes der Kommunisten Jugoslawiens (BdKJ) aus der Sozialistischen Föderativen Republik Jugoslawien (SFRJ), der unter anderem zwischen 1967 und 1982 Verteidigungsminister (Bundessekretär für Nationale Verteidigung) sowie im Anschluss von 1982 bis 1984 Präsident des Präsidiums der Sozialistischen Republik Serbien war. Danach war er zwischen 1984 und 1989 Mitglied des Präsidiums der Sozialistischen Föderativen Republik Jugoslawien.

## Leben

### Offizier der Volksbefreiungsarmee und Zweiter Weltkrieg
Ljubičić besuchte das Gymnasium in Užice, die Landwirtschaftsschule in Valjevo sowie die Reserveoffiziersschule in Maribor und war danach Mitarbeiter der Landwirtschaftsschule in Sevojno. Zu dieser Zeit engagierte er sich aktiv in der Jugendvertretung der Landwirtschaftsschule. Er nahm während des Zweiten Weltkrieges als Zugführer eines in Požega stationierten Gebirgsbataillons ab 1941 am Partisanenkrieg gegen die Besetzung Jugoslawiens teil, dem sogenannten „nationalen Befreiungskampf der Völker Jugoslawiens“. Im August 1941 trat er der Kommunistischen Partei Jugoslawiens (KPJ) als Mitglied bei. Seine Einheit war an Kämpfen mit der deutschen Wehrmacht bei Valjevo, Bajina Bašta, Opština Priboj und Višegrad beteiligt. Er war später Kompaniechef des Gebirgsbataillons. Nach der „Operation Užice“ zur Befreiung der Republik Užice nahm er an Kampfeinsätzen im Zlatibor-Gebirge und Sandžak gegen die Wehrmacht, die Jugoslawische Armee im Vaterland sowie später gegen italienische Truppe teil, ehe er danach zum Stab des Obersten Hauptquartiers der Partisanentruppen nach Rudo versetzt wurde.
Daraufhin übernahm Ljubičić den Posten als Kompaniechef und stellvertretender Kommandeur eines von Milan Ilic Čiče kommandierten Bataillons der 1. Proletarischen Brigade, das später nach Romanija und danach 1942 nach Jahorina verlegt wurde. Im Anschluss wurde er Offizier im Obersten Hauptquartier der Volksbefreiungsarmee in Foča und erlitt bei der Schlacht gegen italienische Einheiten bei Čajniče am 1. Mai 1942 erstmals eine Verwundung. Nach seiner Genesung war er Kommandeur des in stationierten Bataillons während der Gefechtseinsätze bei Durmitor und am Fluss Piva sowie später erneut Stabsoffizier im Hauptquartier der Volksbefreiungsarmee, ehe er das Bataillon in Kämpfen bei Gacko und am Fluss Sutjeska kommandierte und dort ständigen italienischen Luftangriffen ausgesetzt war. Im Anschluss wurde er Kommandeur des 5. Bataillons der 2. Proletarischen Brigade sowie einige Zeit später Kommandeur des 4. Bataillons dieser Brigade, mit der er an Kampfhandlungen in Kalinovik, entlang der Bahnstrecke Sarajevo–Konjic, bei Bugojno, Kupres, Manjača sowie bei der Befreiung von Mrkonjić Grad und Jajce mitwirkte.
Im weiteren Kriegsverlauf kommandierte Ljubičić das 4. Bataillon während der Gefechte bei Bosansko Grahovo, am Berg Dinara sowie bei Knin. Nach einer schweren Verwundung befand er sich zur Genesung in Bosanski Petrovac und übernahm danach das Kommando über sein Bataillon während der Schlacht an der Neretva von Januar bis April 1943, ehe er später Offizier im Stab der 2. Proletarischen Brigade wurde. In dieser Funktion folgten Einsätze bei Kampfhandlung gegen die Wehrmacht bei Gornji Vakuf-Uskoplje, Drina, in Montenegro sowie an der Schlacht an der Sutjeska vom 15. Mai bis 16. Juni 1943. Danach folgte die Teilnahme mit dieser Brigade an Kampfhandlungen bei Zelengora, Kladanj und Tuzla, ehe er auf Anweisung des Obersten Hauptquartiers ab August 1943 mit der Durchführung von Einsätzen in Semberija, Syrmien, Umka, Aranđelovac betraut wurde. Danach wurde er wieder zur 1. Proletarischen Brigade versetzt, die er bei Gefechtshandlungen bei Kosjerić, im Tara-Gebirge sowie entlang des Flusses Lim kommandierte.
Nach dem Erreichen des Sandžak war Ljubičić für einige Zeit Chef des Stabes der 2. Proletarischen Brigade sowie im Anschluss Kommandeur der 3. Serbischen Proletarischen Brigade, mit der an Gefechten bei Ivanjica, Berane und Andrijevica teilnahm. Im Anschluss übernahm er den Posten als Chef des Stabes der 2. Proletarischen Division, die Mitte 1944 in Serbien ankam und dort an Kampfhandlungen am Ibar und im Kopaonik-Gebirge mitwirkte. Zuletzt wurde er im August 1944 stellvertretender Kommandierender General des Nationalen Verteidigungskorps von Jugoslawien.

### Nachkriegszeit, Verteidigungsminister und Präsident Serbiens

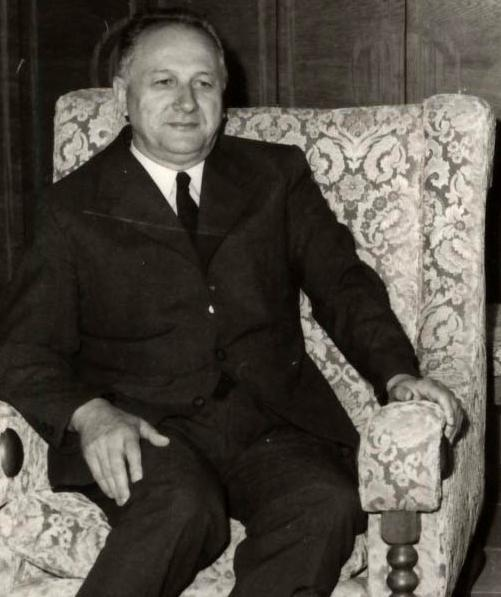
Nikola Ljubičić (1976)

Nach der Befreiung Jugoslawiens wurde Ljubičić Kommandeur einer Division des Nationalen Verteidigungskorps und nach dem Besuch der Militärakademie in Belgrad 1950 Kommandierender General des in Zagreb, Ljubljana und Kragujevac stationierten Korps. Im Anschluss folgten Verwendungen als stellvertretender Kommandeur und Leiter der Politverwaltung der Ersten Armee, als Kommandeur der Grenztruppen, als Kommandant der Kriegsschule sowie Kommandeur des Ersten Militärbezirks. Zugleich war er von 1963 bis 1967 Abgeordneter der Bundesversammlung und wurde auf dem Achten Kongress des BdKJ im Dezember 1964 auch Mitglied des Zentralkomitees (ZK). Am 18. Mai 1967 löste er Armeegeneral Ivan Gošnjak als Verteidigungsminister (Bundessekretär für Nationale Verteidigung) ab und bekleidete diesen Ministerposten bis zu seinem Ausscheiden aus dem aktiven Militärdienst am 16. Mai 1982, woraufhin der bisherige Chef des Stabes der Volksarmee Flottenadmiral Branko Mamula sein Nachfolger wurde. In dieser Funktion förderte er das Institut für Nuklearwissenschaften „Vinča“ zum Bau von Kernwaffen und die Verteidigungsbereitschaft, wobei er Ende April 1977 warne: „Wir dürfen nicht übersehen, dass unnötige Bevölkerungsbewegungen die Effizienz des Widerstandes gegen einen Aggressor mindern würden.“  Auf dem Neunten Kongress der BdKJ im März 1969 wurde er ferner Mitglied des Präsidiums des ZK und in dieser Funktion auf dem Zehnten Kongress im Mai 1974 sowie auf dem Elften Kongress im Juni 1978 in dieser Funktion bestätigt. Beim Zwölften Kongress der BdKJ im Juni 1982 wurde er zwar nicht mehr als Mitglied des Präsidiums des ZK gewählt, behielt aber weiterhin seine Mitgliedschaft im ZK bis zum Dreizehnten Kongress des BdKJ im Juni 1986. Als Verteidigungsminister und Mitglied des Präsidiums der BdKJ war er enger Vertrauter von Staatspräsident Josip Broz Tito und Generaloberst Ivan Dolničar, dem Generalsekretär des Staatspräsidiums.
Nach seinem Ausscheiden als Verteidigungsminister aus der Bundesregierung wurde Ljubičić am 5. Mai 1982 Nachfolger von Dobrivoje Vidić als Präsident des Präsidiums der Sozialistischen Republik Serbien und damit als Staatspräsident dieser Teilrepublik. Diesen Posten hatte er bis zum 5. Mai 1984 inne und wurde daraufhin durch Dušan Čkrebić abgelöst. Danach wurde er als Nachfolger von Petar Stambolić für die Teilrepublik Serbien Mitglied des Präsidiums der Sozialistischen Föderativen Republik Jugoslawien. Er gehörte diesem kollektiven Staatspräsidium bis 1989 an und wurde daraufhin durch Borisav Jović als Vertreter Serbiens abgelöst.
Für seine langjährigen Verdienste wurde Ljubičić mehrmals ausgezeichnet und wurde am 27. November 1953 mit dem Orden des Volkshelden geehrt. Daneben erhielt er unter anderem den Orden Held der sozialistischen Arbeit (4. März 1976), den Orden des Kriegsbanners, den Orden des Roten Partisanensterns, den Verdienstorden des Volkes, den Orden für Brüderlichkeit und Einheit, den Orden der Volksarmee, die Tapferkeitsmedaille und die Gedächtnismedaille der Partisanen von 1941.